# Dubóvoie (Tula)
|  | Per a altres significats, vegeu «Dubóvoie». |

Dubóvoie (en rus: Дубовое) és un poble de l'óblast de Tula, a Rússia, segons el cens del 2010 tenia 301 habitants.